# Milan de Koe
Milan de Koe (Zuidhorn, 3 april 2002) is een Nederlands voetballer die doorgaans speelt als centrale verdediger. In juli 2024 verruilde hij SC Cambuur voor VV Staphorst.

## Clubcarrière
De Koe speelde in de jeugd voor VV Zuidhorn en VV TLC, voor hij in de opleiding van SC Cambuur werd opgenomen. Deze verliet hij in 2016 voor FC Groningen. In de zomer van 2021 verkaste De Koe naar Fortuna Sittard. Nog in september van hetzelfde jaar besloot hij echter te stoppen als profvoetballer. Hij ging hierop weer bij VV Zuidhorn voetballen en stapte een jaar later over naar Harkemase Boys. Hier was hij in de Derde divisie grotendeels basisspeler.
Voorafgaand aan het seizoen 2023/24 kreeg hij als proefspeler de kans terug te keren bij SC Cambuur. Aan het einde van de proefperiode kreeg De Koe een contract voor een jaar bij Cambuur, met een optie op een seizoen extra. Zijn professionele debuut maakte hij op 11 augustus 2023. In het eigen Cambuurstadion kwam FC Emmen op voorsprong door doelpunten van Ben Scholte en Jeff Hardeveld. Daarna tekende Michael Breij voor de aansluitingstreffer namens de thuisploeg. De Koe mocht van coach Sjors Ultee twee minuten voor het einde van de reguliere speeltijd invallen voor Fedde de Jong. Door een goal van Wiebe Kooistra speelde Cambuur nog met 2–2 gelijk. Tijdens de rest van het seizoen speelde De Koe nog vier competitiewedstrijden.
Zijn contract werd in maart 2024 opgezegd, waardoor hij per juli van dat jaar zonder club zou komen te zitten. Een maand later werd hij door VV Staphorst aangekondigd als nieuwe versterking voor het seizoen 2024/25.

## Clubstatistieken
| Seizoen | Club           | Competitie     | Competitie | Competitie | Beker | Beker | Internationaal | Internationaal | Totaal | Totaal |
| Seizoen | Club           | Competitie     | Wed.       | Dlp.       | Wed.  | Dlp.  | Wed.           | Dlp.           | Wed.   | Dlp.   |
| ------- | -------------- | -------------- | ---------- | ---------- | ----- | ----- | -------------- | -------------- | ------ | ------ |
| 2022/23 | Harkemase Boys | Derde divisie  | 34         | 6          | 2     | 0     | —              | —              | 36     | 5      |
| 2023/24 | SC Cambuur     | Eerste divisie | 5          | 0          | 0     | 0     | —              | —              | 5      | 0      |
| Totaal  | Totaal         | Totaal         | 39         | 6          | 2     | 0     | 0              | 0              | 41     | 6      |

Bijgewerkt op 24 september 2024.